# Били Майер
Едуард Алберт Майер, по-известен като Били Майер, е уфолог и НЛО фотограф.
Майер е роден в Швейцария на 3 февруари 1937 г.
Излага своя теза по въпроса от къде идват извънземните същества. Смята, че те са от Плеядите и ги нарича „Плежарени“ (Plejaren). По-късно Майер започва да твърди, че контактува с тях. Започва да пише книги с тези разговори, някои от които са публикувани на немски език и се продават добре.

## Бъдещето?
Били Майер твърди, че е узнал за бъдещето на човешката история от тези същества. Много скептици отхвърлят тази негова приумица, че е контактьор. Предвижда за близкото бъдеще:
- предстояща Трета световна война в началото на ноември 2006, 2008, 2010 или 2011 година;
- множество терористични атаки на ключови обекти в САЩ, Русия и Западна Европа.